# 踊子 (1957年の映画)
『踊子』（おどりこ）は、1957年公開の日本映画。清水宏監督。永井荷風の同名小説の映画化作品。

## キャスト
- 淡島千景 … 花村花技
- 京マチ子 … 千代美
- 船越英二 … 山野
- 田中春男 … 田村
- 藤田佳子 … 踊子・てる子
- 穂高のり子 … 踊子・とし子
- 町田博子 … アパート管理人
- 楠よし子 … お妾
- 酒井三郎 … 楽屋番
- 平井岐代子 … 置屋の女将
- 阿井美千子 … 芸者・はぎ江
- 藍三千子 … 看護婦
- 香住佐代子 … 付添婦

## スタッフ
以下のスタッフ名は角川映画及びKINENOTEに従った。
- 製作 : 永田雅一
- 原作 : 永井荷風
- 脚本 : 田中澄江
- 監督 : 清水宏
- 撮影 : 秋野友宏
- 録音 : 須田武雄
- 照明 : 柴田恒吉
- 美術 : 柴田篤二
- 音楽 : 斎藤一郎